# ЗИЛ-29061
Изделие 29061 (ЗИЛ-29061) — плавающий снегоболотоход с винтовыми роторными движителями, предназначенный для эвакуации спускаемых аппаратов, находящихся на воде, на всех видах топких болот, снежной целине глубиной более 500 мм и их буксировки к месту нахождения изделия 4906 или вертолета. 
Всего (с учётом опытных образцов) было выпущено пять ЗИЛ-29061.

## История создания
Параллельно со сборкой и модернизацией поисковых машин первого поколения — ПЭУ-1 (Поисково-Эвакуационная Установка-1 с подъёмным краном и одним лежачим местом для эвакуируемого) в Специальном Конструкторском Бюро (СКБ) завода ЗиЛ в начале 1970-х годов велись работы по созданию новых машин аналогичного назначения.
При эксплуатации ПЭУ-1 стали понятны ограничения по проходимости для колёсного шасси. Вопрос проходимости мог быть решен только путём создания принципиально нового поискового транспортного средства с движителем, отличающимися от колесного и дающими возможность двигаться в условиях, в которых колесный движитель бесполезен — по глубокому снегу, всем видам болот и другому.
Совместное применение ПЭУ-1 и ПЭУ-1М — машин с однотипным шасси, но разных по назначению, подтвердило необходимость создания Комплекса Поисково-Эвакуационных Машин (КПЭМ). Оставалось дополнить его транспортным средством сверхвысокой проходимости. Начиная с середины 1960-х годов в СКБ велись исследования по шнекороторному движителю и конструкциям типа «пневмокатковая цепь», что повлияло но дальнейшие работы по КПЭМ.
К лету 1975 года в СКБ были собраны колесные автомобили 4906 и 49061 а также шнекороторный болотоход 2906. Начались испытания, которые болотоход не выдержал и был заменён на 29061 в 1979 году. Новый болотоход не являлся модификацией предыдущего, несмотря на одинаковые цифры в индексе и был в основном новой конструкцией.
Комплекс Поисково-Эвакуационных Машин поступил на снабжение Единой государственной авиационной поисково-спасательной службы (ЕГАПСС) ВВС СССР в 1981 году и постепенно заменил собой семейство автомобилей ПЭУ-1.

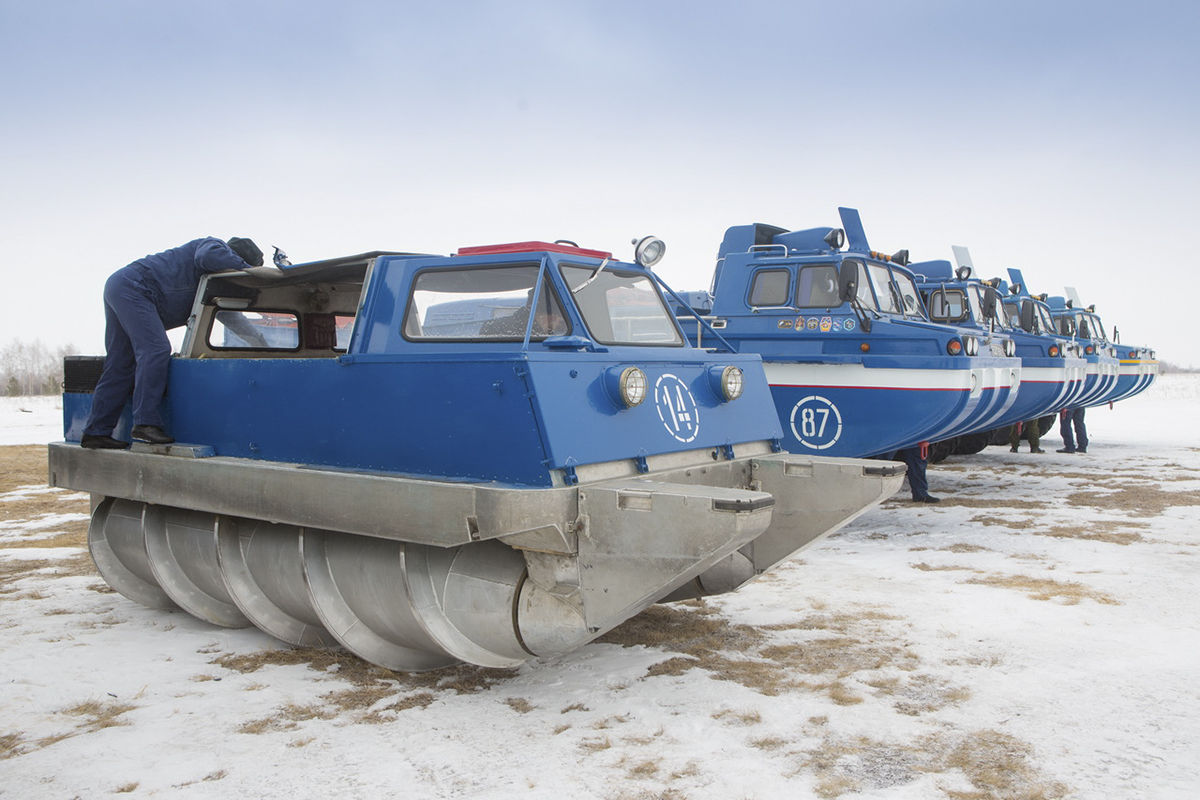
Советский плавающий шнекороторный снегоболотоход ЗИЛ-29061, учение поисково-спасательного отряда по обнаружению и эвакуации экипажа космического корабля «Союз ТМА».